# Артър Конан Дойл
Сър Артър Игнейшъс Конан Дойл (на английски: Sir Arthur Ignatius Conan Doyle) е британски писател, по образование лекар, автор на романи и разкази. Удостоен е с почетното звание „рицар-бакалавър“, от което носи благородническата титла сър.
Той е известен най-вече като създател на образа на детектива Шерлок Холмс и неговия помощник доктор Уотсън, но също така и като автор на научнофантастични разкази, исторически романи, пиеси и поезия. Конан Дойл спомага и за популяризиране на мистерията на кораба „Мария Селесте“. От 1910-те до края на живота си е привърженик и активен пропагандист на спиритуализма.

## Биография

### Ранни години
Сър Артър Конан Дойл е роден на 22 май 1859 г. в шотландския град Единбург, в семейството на Чарлс Алтамънт Дойл – архитект и художник, потомък на ирландски католици. На 23 години той се жени за 17-годишната Мери Джозефин Елизабет Фоли, майката на Конан Дойл. Последният е третото поред от общо 10 деца, като някои източници сочат 9. Най-вероятно три от децата умират в ранна възраст. Баща му, който първо страда от алкохолизъм, а по-късно от психическо заболяване, прекарва дълги години в лечение далече от семейството си и умира през 1893 г. Поради тази причина семейството изпитва сериозни финансови проблеми.
Голямо влияние в живота на Артър оказва майка му Мери Фоли. От нея той наследява интереса си към рицарските традиции, подвизите и приключенията. Конан Дойл казва: „Истинската любов към литературата, склонността към съчинителство съм взел от майка си“, която също така умее да разказва увлекателно.
Благодарение на богати чичовци, Артър е изпратен да учи в Англия в различни католически училища на девет годишна възраст. Ученическите години на писателя преминават в имението Стонихърст (графство Ланкашър) сред „мрачните кули и стени“ на подготвителното училище Ходер, а после и в самия йезуитски колеж (1869 – 1876). Още тогава той се проявява като умел разказвач. По-късно напуска католическата вяра и става агностик.

### Дебют в литературата
Упорит и прилежен студент – такъв е портретът на Конан Дойл в Единбургския университет в периода 1876 – 1881 г., където следва медицина. Учи ботаника в кралската ботаническа градина. По това време започва да пише разкази, като през октомври 1879 г. е отпечатан неговият първи разказ. Преди последната година в университета той заминава на плаване като лекар на китоловен кораб в арктически води. През 1881 г. Артър Конан Дойл получава университетска диплома на бакалавър по медицина. Малко известно е, но Артър Конан Дойл по професия е офталмолог. В периода 1882 – 1890 г. се опитва да започне лекарска практика, но без особен успех. През 1882 година отново предприема плаване, този път като хирург на кораб по западното крайбрежие на Африка.
От 1891 г. посещава Виена, след това Милано, Венеция и Париж. Конан Дойл изоставя лекарската професия и основното му занятие става литературата. Търсейки герои за своите произведения, той си спомня за преподавателя си от университета Джоузеф Бел, който често изумява студентите със своята наблюдателност и умението си с помощта на „дедуктивния метод“ да разплита и най-сложните житейски загадки. Така се появява знаменитият Шерлок Холмс, който донася на автора си световна известност.
След като се завръща в Лондон след около 3 месеца, открива малка консултанска фирма. Днес на това място има паметна плоча над вратата. Според неговата автобография, той никога не е имал пациенти и кариерата му на офталмолог се проваля.

### Литературна кариера
„Шерлок Холмс“
Други творби

### Семейство и смърт
През 1885 г. Конан Дойл се жени за Луиза Хокинс, която страда от туберкулоза и умира през 1906. През 1907 година се жени за Джин Леки. Има 5 деца: 2 от първата си жена – Мери и Кингсли, и 3 от втората – Джин, Денис и Адриан.
Артър Конан Дойл умира от сърдечен пристъп на 7 юли 1930 г. в своя дом в Кроубъроу (на английски: Crowborough (Съсекс).
Синът на писателя Адриан Конан Дойл написва биографията на баща си със заглавие „Истинският Конан Дойл“. Той пише: „Самата атмосфера в дома била пропита с рицарски дух. Конан Дойл научил да разпознава гербовете много по-рано, отколкото да разпознава латинските спрежения.“
Негови съвременници са Брам Стокър, Оскар Уайлд, Джордж Бърнард Шоу, Джоузеф Конрад, Джером К. Джером, Ръдиард Киплинг, Хърбърт Уелс и Джон Голсуърти.

## Някои произведения

### Истории за Шерлок Холмс
- „Етюд в алено“ (преведено също и като „Етюд в червено“, A Study in Scarlet, 1887 г.)
- „Знакът на четиримата“ (The Sign of Four, 1890 г.)
- „Приключенията на Шерлок Холмс“ (сборник разкази, The Adventures of Sherlock Holmes, 1892 г.)
- „Мемоарите на Шерлок Холмс“ (сборник разкази, The Memoirs of Sherlock Holmes, 1894 г.)
- „Баскервилското куче“ (The Hound of the Baskervilles, 1902 г.)
- „Завръщането на Шерлок Холмс“ (сборник разкази, The Return of Sherlock Holmes, 1904 г.)
- „Долината на страха“ (The Valley of Fear, 1914 г.)
- „Преди да падне завесата“ (His Last Bow, 1917 г.)
- „Архивът на Шерлок Холмс“ (сборник разкази, The Case-Book of Sherlock Holmes, 1927 г.)

### Истории за професор Чаланджър
- „Изгубеният свят“ (The Lost World, 1912 г.)
- „Отровният пояс“ (The Poison Belt, 1913 г.)
- „Страната на мъглите“ (The Land of Mist, 1926 г.)
- „Когато Земята извика“ (When the World Screamed, 1928 г.)
- „Дезинтеграционната машина“ (The Disintegration Machine, 1929 г.)

### Истории за бригадир Жерар
- Подвизите на бригадир Жерар (сборник разкази, The Exploits of Brigadier Gerard, 1894 – 1895)
- Приключенията на бригадир Жерар (сборник разкази, The Adventures of Gerard, 1900 – 1903)
- Женитбата на бригадир Жерар (разказ, The Marriage of the Brigadier, 1910)

### Истории за капитан Шарки
- Как губернаторът на Сейнт Кит се върна у дома (разказ, How the Governor of Saint Kitt's Came Home, 1897)
- Как капитан Шарки и Стивън Кредък се надхитряха (разказ, The Dealings of Captain Sharkey with Stephen Craddock, 1897)
- Как Копли Банкс видя сметката на капитан Шарки (разказ, How Copley Banks Slew Captain Sharkey, 1897)
- Грешката на капитан Шарки (разказ, The Blighting of Sharke, 1911)

### Други произведения
- „Белият отряд“, исторически роман, издаден през 1891 г.